# Brasiliens Grand Prix 1998
Brasiliens Grand Prix 1998 var det andra av 16 lopp ingående i formel 1-VM 1998.

## Rapport
McLaren-förarna Mika Häkkinen och David Coulthard imponerade och dominerade tävlingen i Brasilien. Innan tävlingen utbröt strid om deras bromssystem, vilket tvingade dem att ändra det men trots det blev det en dubbelseger. Michael Schumacher i Ferrari kom trea i loppet, en dryg minut efter.

## Resultat
1. Mika Häkkinen, McLaren-Mercedes, 10 poäng
2. David Coulthard, McLaren-Mercedes, 6
3. Michael Schumacher, Ferrari, 4
4. Alexander Wurz, Benetton-Playlife, 3
5. Heinz-Harald Frentzen, Williams-Mecachrome, 2
6. Giancarlo Fisichella, Benetton-Playlife, 1
7. Jacques Villeneuve, Williams-Mecachrome
8. Eddie Irvine, Ferrari
9. Jean Alesi, Sauber-Petronas
10. Jan Magnussen, Stewart-Ford
11. Johnny Herbert, Sauber-Petronas (varv 67, kroppsligt)

### Förare som bröt loppet
- Olivier Panis, Prost-Peugeot (varv 63, motor)
- Rubens Barrichello, Stewart-Ford (56, växellåda)
- Ricardo Rosset, Tyrrell-Ford (52, växellåda)
- Esteban Tuero, Minardi-Ford (44, gasspjäll)
- Pedro Diniz, Arrows (26, växellåda)
- Toranosuke Takagi, Tyrrell-Ford (19, motor)
- Mika Salo, Arrows (18, motor)
- Jarno Trulli, Prost-Peugeot (17, bränslepump)
- Shinji Nakano, Minardi-Ford (3, snurrade av)
- Ralf Schumacher, Jordan-Mugen Honda (0, snurrade av)

### Förare som diskvalificerades
- Damon Hill, Jordan-Mugen Honda (varv 70, undervikt)

## VM-ställning
| Förarmästerskapet 1. Mika Häkkinen, McLaren-Mercedes, 20 2. David Coulthard, McLaren-Mercedes, 12 3. Heinz-Harald Frentzen, Williams-Mecachrome, 6 | Konstruktörsmästerskapet 1. McLaren-Mercedes, 32 2. Williams-Mecachrome, 8 3. Ferrari, 7 |